# Schizonycha dumonti
Schizonycha dumonti är en skalbaggsart som beskrevs av Henri de Peyerimhoff 1925. Schizonycha dumonti ingår i släktet Schizonycha och familjen Melolonthidae. Inga underarter finns listade i Catalogue of Life.